# Théâtre national Mohammed-V
Le théâtre national Mohammed-V (TNM), au départ et encore couramment nommé théâtre Mohammed-V et le premier bâtiment théâtral édifié une fois l'indépendance du pays retrouvée. Créé en 1962, il est basé dans le centre-ville de Rabat, la capitale, non loin de la médina et de l'avenue Mohammed-V.

## Histoire

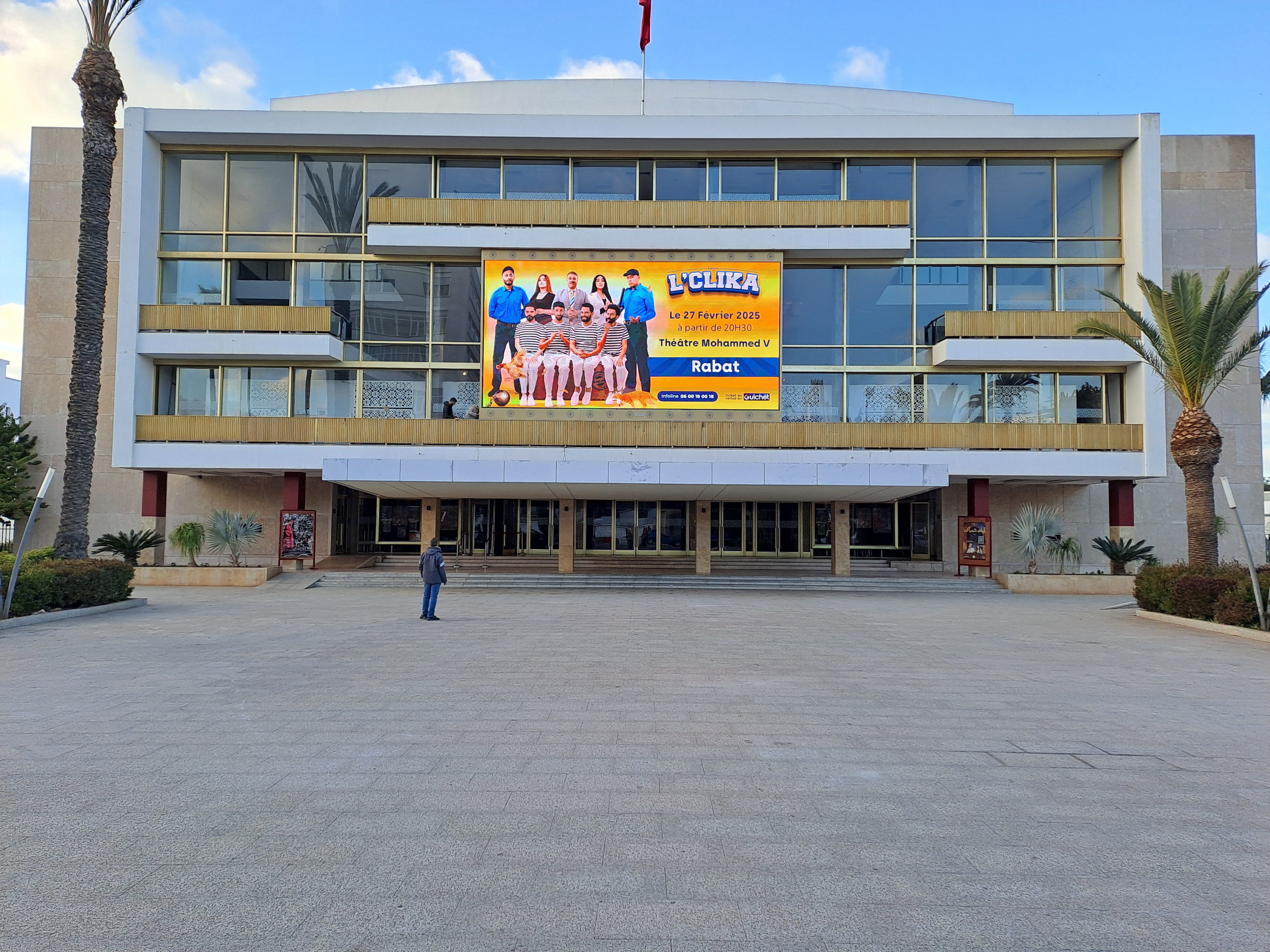
Façade du théâtre Mohammed-V de rabat

Né d'après un projet du ministère des Habous, dont les fonds servirent à sa construction, achevée en 1961, le théâtre national Mohammed-V fut inauguré le 14 mars 1962 par le roi Hassan II sous le nom de « théâtre Mohammed-V », en hommage à feu son père. Pourvu d'un statut onze ans plus tard, par un dahir du 22 février 1973, il devint un « établissement public doté de la personnalité morale et de l'autonomie financière […] placé sous la tutelle administrative de l'autorité chargée des affaires culturelles » — qui était alors le ministère des Habous, des Affaires islamiques et de la Culture, et est de nos jours le ministère de la Culture — sous le nom de « théâtre national Mohammed-V ».

## Troupe du théâtre national
Les comédiens de la Troupe du théâtre national, dont les pièces sont mises en scène par Abdellatif Dechraoui, sont Mohamed Al Jem, Malika El Omari, Nezha Regragui, Souad Khouyi, Fatiha Watili, Hind Chahboune, Aziz Maouhoub et Mohamed Khaddi (données de décembre 2014).